# هندبال در المپیک تابستانی ۱۹۳۶
هندبال در بازی‌های المپیک تابستانی ۱۹۳۶ نام رویداد ورزش هندبال در بازی‌های المپیک تابستانی بود که در سال ۱۹۳۶ برگزار شد.